# ステファンズ郡 (ジョージア州)

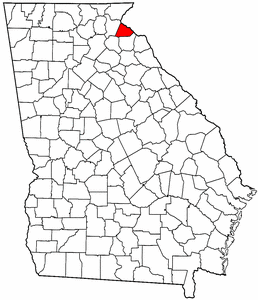
ジョージア州内の位置

ステファンズ郡（Stephens County）は、アメリカ合衆国ジョージア州にある郡である。人口は2万6784人（2020年）。郡庁所在地はトコアである。

## 地理
アメリカ合衆国統計局によると、この郡は総面積477 km2 (184 mi2) である。このうち464 km2 (179 mi2) が陸地で13 km2 (5 mi2) が水地域である。総面積の2.70%が水地域となっている。

## 人口動勢
2000年の国勢調査で、この郡は人口25,435人、9,951世帯、及び7,065家族が暮らしている。人口密度は55/km2 (142/mi2) である。25/km2 (65/mi2) の平均的な密度に11,652軒の住宅が建っている。この郡の人種的な構成は白人85.74%、アフリカン・アメリカン12.00%、先住民0.26%、アジア0.57%、太平洋諸島系0.08%、その他の人種0.40%、及び混血0.95%である。ここの人口の0.98%はヒスパニックまたはラテン系である。
この郡内の住民は23.50%が18歳未満の未成年、18歳以上24歳以下が10.50%、25歳以上44歳以下が26.60%、45歳以上64歳以下が23.80%、及び65歳以上が15.60%にわたっている。中央値年齢は38歳である。女性100人ごとに対して男性は92.40人である。18歳以上の女性100人ごとに対して男性は87.90人である。
この郡内の世帯ごとの平均的な収入は29,466米ドルであり、家族ごとの平均的な収入は35,660米ドルである。男性は28,067米ドルに対して女性は20,850米ドルの平均的な収入がある。この郡の一人当たりの収入 (per capita income) は15,529米ドルである。人口の15.10%及び家族の11.30%は貧困線以下である。全人口のうち18歳未満の17.30%及び65歳以上の18.60%は貧困線以下の生活を送っている。

## 都市及び町
- トコア（郡庁所在地）
- Avalon